# 王氏 (卫敬瑜妻)
王氏，霸城（今陕西西安市北）人，南北朝萧梁时女性人物，王整之的姐姐，嫁给卫敬瑜为妻。
十六岁时，卫敬瑜去世，父母公婆都想让她改嫁，她发誓不同意，于是割下自己的耳朵放在盘中发誓，家人才不再强迫她。于是亲手为亡夫种树数百株，墓前柏树忽然长成枝干相连的样子，一年后又变得分散。王氏于是作诗："墓前一株柏，根连复并枝。妾心能感木，颓城何足奇。"所住门前有燕巢，常双飞来去，后来忽然剩下一只孤飞。王氏感于它的孤栖，于是以丝缕系在它脚上作为标志。第二年这只燕子果然又飞回来，还带着之前的丝缕。王氏于是又作诗："昔年无偶去，今春犹独归。故人恩既重，不忍复双飞。"雍州刺史西昌侯萧藻嘉赏她的美节，于是在她门前起楼，题作"贞义卫妇之闾"。又上表台省报告王氏的事迹。